# Seznam států světa podle průměru délky života
Průměrná délka života neboli naděje dožití je údaj, který závisí na moha biologických a společenských faktorech. Obecně platí zásada, že čím ekonomicky, sociálně a zdravotnicky vyspělejší stát je, tím vyššího věku se zde obyvatelstvo dožívá. Svou roli hraje i způsob stravování i celková bezpečnost v daném státě. Nejnižší průměrnou délku života mají mnohé africké země a asijské země, v nichž probíhají ozbrojené konflikty. Značná část subsaharské Afriky byla v posledních letech postižena epidemií AIDS, a proto je zde délka života nízká.
Ve většině „poslední desítky“ zemí umírá mnoho dětí v kojeneckém věku, takže očekávaná délka života dospělých je značně vyšší, než vyplývá z tabulky. Údaje jsou zprůměrované pro muže i ženy, nicméně při odděleném počítání bývá průměrná délka života vyšší téměř vždy u žen, a to obvykle o několik let.

## Tabulka zemí s nejvyšší délkou života
| # | Stát        | Střední délka života                      | K datu                             |
| - | ----------- | ----------------------------------------- | ---------------------------------- |
| 1 | San Marino  | 85,41                                     | 2012                               |
| 2 | Španělsko   | 84 83,57 83,33 83,22 83,18 83,07 83 82,83 | 2019 2017 2014 2018 2013 2022 2015 |
| 3 | Japonsko    | 83,98                                     | 2016                               |
| 4 | Kanada      | 83,62                                     | 2021                               |
| 5 | Austrálie   | 83,2                                      | 2022                               |
| 6 | Irsko       | 83                                        | 2022                               |
| 7 | Lucembursko | 83                                        | 2022                               |
| 8 | Švýcarsko   | 82,89                                     | 2016                               |

## Tabulka 15 zemí s nejnižší délkou života
| #  | Stát                           | Střední délka života | K datu |
| -- | ------------------------------ | -------------------- | ------ |
| 1  | Sierra Leone                   | 51,83                | 2016   |
| 2  | Středoafrická republika        | 52,17                | 2016   |
| 3  | Čad                            | 52,90                | 2016   |
| 4  | Nigérie                        | 53,42                | 2016   |
| 5  | Pobřeží slonoviny              | 53,58                | 2016   |
| 6  | Lesotho                        | 54,17                | 2016   |
| 7  | Somálsko                       | 56,29                | 2016   |
| 8  | Jižní Súdán                    | 56,81                | 2016   |
| 9  | Burundi                        | 57,48                | 2016   |
| 10 | Rovníková Guinea               | 57,68                | 2016   |
| 11 | Svazijsko                      | 57,75                | 2016   |
| 12 | Mali                           | 57,96                | 2016   |
| 13 | Kamerun                        | 58,07                | 2016   |
| 14 | Mosambik                       | 58,31                | 2016   |
| 15 | Konžská demokratická republika | 59,62                | 2016   |